# 西米恩 (內布拉斯加州)
西米恩（英語：Simeon）是位於美國內布拉斯加州切里縣的非建制地區。

## 歷史
西米恩的郵局於1884年設立，其後於1953年停運。

## 地理
西米恩所處的海拔為高於海平面893米（即2930英呎），而該地所採用的時區為UTC-6，即北美中部时区（CST）。同時該地設有夏令時間，為UTC-6調快一小時，即UTC-5（CDT）。